# Corticiasca
Corticiasca (in dialetto ticinese Cortisciasca) è una frazione di 540 abitanti del comune svizzero di Capriasca, nel Canton Ticino (distretto di Lugano).

## Storia

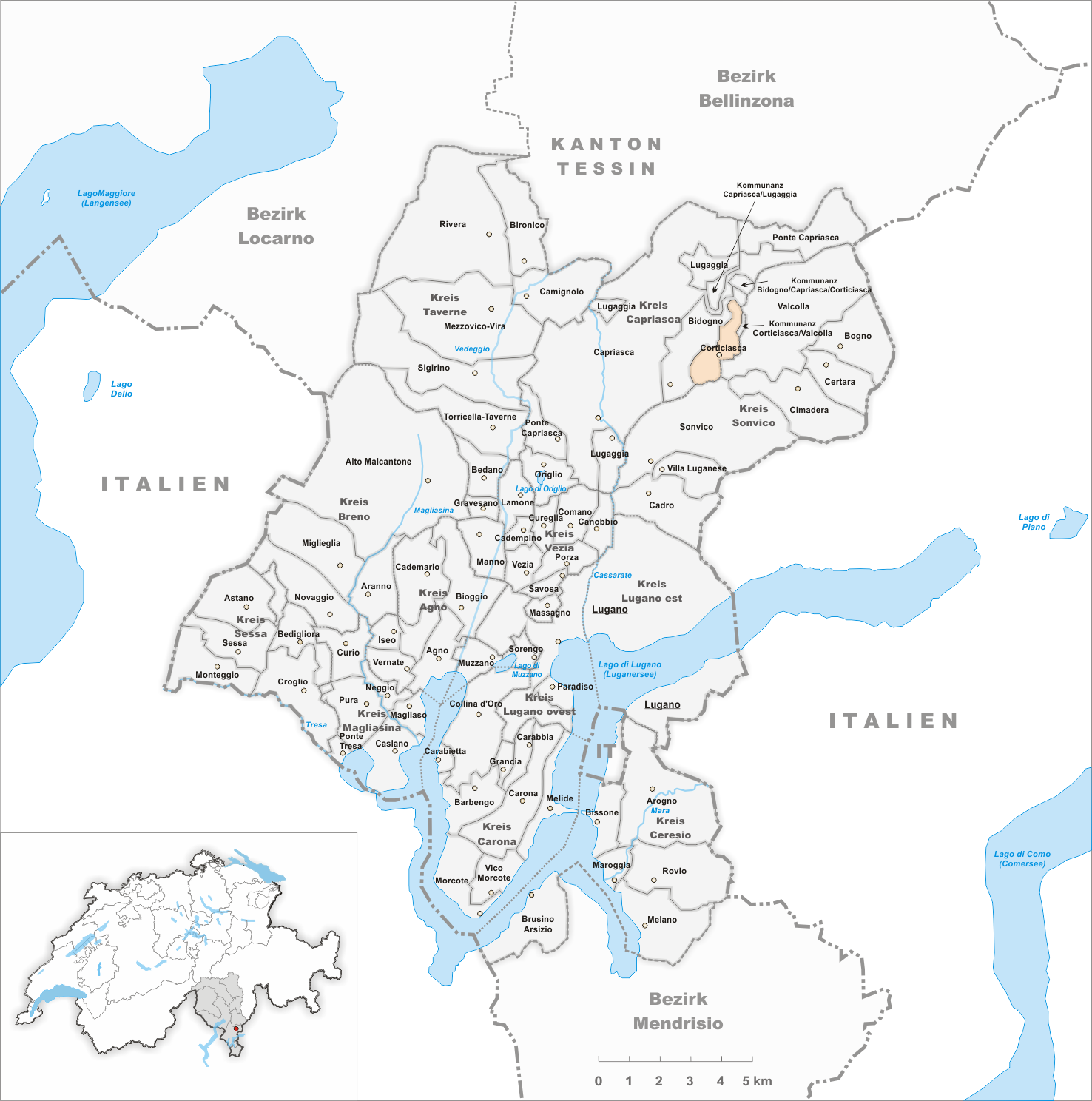
Il territorio del comune di Corticiasca prima degli accorpamenti comunali del 2008

Già comune autonomo che si estendeva per 2,2 km², nel 2008 è stato accorpato al comune di Capriasca assieme agli altri comuni soppressi di Bidogno e Lugaggia. La fusione è stata decisa con votazione popolare consultiva del 30 settembre 2007 ed è stata ratificata del Gran Consiglio ticinese il 20 aprile 2008.

## Monumenti e luoghi d'interesse
- Oratorio dei Santi Fermo e Rustico, eretto nel 1641[1];
- Capanna del Monte Bar, a 1 600 m s.l.m.

## Società

### Evoluzione demografica
L'evoluzione demografica è riportata nella seguente tabella:
Abitanti censiti

## Amministrazione
Ogni famiglia originaria del luogo fa parte del cosiddetto comune patriziale e ha la responsabilità della manutenzione di ogni bene ricadente all'interno dei confini della frazione. L'ufficio patriziale, rieletto il 26 aprile 2009, è presieduto da Alberto Rossini.